# Léo Taxil
Marie Joseph Gabriel Antoine Jogand-Pagès, beter bekend als Léo Taxil (Marseille, 21 maart 1854 - Sceaux, 31 maart 1907) was een Frans schrijver en journalist die bekend is geworden door zijn sterk antikatholieke en antiklerikale standpunten.

## Levensloop
Léo Taxil werd geboren in een burgerlijk gezin dat overwegend royalistisch was en zeer kerkelijk gezind. Nadat hij naar het schijnt was weggelopen van huis toen hij vijf jaar oud was, werd hij naar een jezuïetenseminarie gestuurd om te worden heropgevoed. Door de Jezuïeten ontwikkelde hij zeer sterke antiklerikale gevoelens. Na zijn tijd bij het seminarie raakte hij gedesillusioneerd in zijn rooms-katholieke geloof en begon deze religieuze ideologie te beschouwen als iets dat schadelijk is voor de maatschappij. Later toen hij journalist was verkeerde hij vaak in antiklerikaal milieu, terwijl hij ondertussen de politie een dienst bewees door republikeinse aanhangers aan te geven. Om onduidelijke redenen moest hij Marseille verlaten en verbleef een korte tijd in Zwitserland, alvorens naar Parijs uit te wijken. Vanaf 1875 hield hij zich bezig met het bestrijden van de kerk en begon met het schrijven in kranten zoals La République anticléricale. Hij nam toen zijn pseudoniem Léo Taxil aan (Léo staat voor Leonidas, een grootvader van moeders kant en Taxil als verwijzing naar een hindoe heerser die gelieerd was aan Alexander de Grote). Taxil schreef diverse artikelen gericht tegen de kerk en participeerde in zowel republikeinse banketten alsook talloze conferenties die veel publiek trokken. In 1886 kondigde hij zijn bekering aan tot zijn vroegere geloof en ging op bedevaart naar Rome, waar paus Leo XIII hem absolutie verleende. Taxil nam afstand van al zijn vroegere werken.
In 1879 werd hij berecht voor het schrijven van een pamflet genaamd A Bas la Calotte, dat werd beschouwd als een belediging van een religie die door de staat werd erkend, maar hij werd vrijgesproken. Hij begon vervolgens een campagne tegen de Vrijmetselarij. Hij was in eerste instantie ingewijd in de loge Le temple des amis de l'honneur français maar ontving daar slechts de eerstegraads inwijding, waarna hij werd geroyeerd vanwege valsheid in geschrifte. Na zijn onthullingen in 1897 vertrok hij naar Sceaux waar hij aan het werk ging als corrector in de drukkerij.

## De Taxil hoax

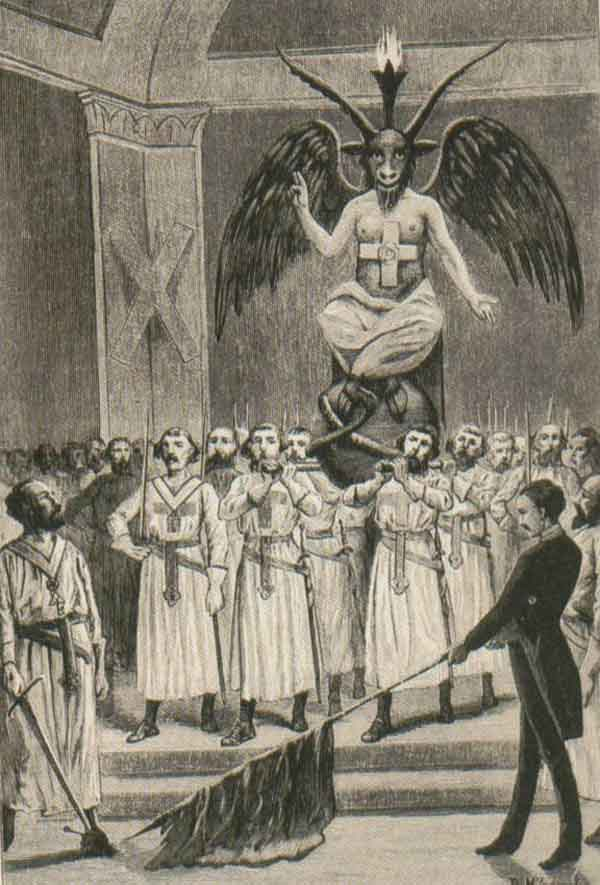
Anti-maçonnieke afbeelding van een 'logescene' met Baphomet

In 1892 richtte Taxil het tijdschrift La France chrétienne anti-maçonnique op. Tussen 20 november 1892 en 20 maart 1895 publiceerde hij samen met Carl Hacks onder het pseudoniem Docteur Bataille het boek Le Diable au XIXe siècle. Dit boek pretendeerde het occultisme te ontmaskeren, waarbij de loges werden beschuldigd van het aanbidden van de duivel en een wereldwijde samenzwering. In dit boek werden naast echt bestaande bekende vrijmetselaars, zoals Albert Pike, ook fictieve personen opgevoerd zoals Sophie Walder, grootmeesters van de Franse, Zwitserse en Belgische Lotus. En Diana Vaughan, een Luciferaanbidster die voor Taxil haar bekentenissen zou hebben opgeschreven. Ook zou zij schrijven over de satanische cultus genoemd palladisme. Rondom de vermeende onthullingen van Diana Vaughan ontwikkelde zich een ware polemiek. Een anti-maçonniek congres dat bijeenkwam in Trente in 1896 stelde vraagtekens bij het waarheidsgehalte van haar bekentenissen. Toen Taxil aangespoord werd om Diana Vaughan te laten zien, besloot hij om uiteindelijk zijn misleiding te onthullen. Tijdens een conferentie op 19 april 1897 in de grote zaal van de Société de Géographie te Parijs, waarbij diverse kerkelijke functionarissen aanwezig waren, vertelde Taxil dat deze Diana slechts een verzinsel was uit een hele reeks van verzinsels. Het betrof een eenvoudige typiste bij een Amerikaans bedrijf dat schrijfmachines verkocht en hij had haar toestemming gevraagd om haar naam te gebruiken. Hij was twaalf jaar daarvoor begonnen door de commandant van Marseille ervan te overtuigen dat er haaien in de haven zwommen en er een schip op uit werd gestuurd om ze te vernietigen. Daarna bedacht hij een verzonken stad in het meer van Genève en trok hiermee toeristen en archeologen aan die dit wilden onderzoeken. Hij bedankt vervolgens de bisschoppen en katholieke kranten voor hun bijdragen aan zijn laatste hoax, te weten zijn bekering. Zijn onthulling werd met verontwaardiging ontvangen. Toen Taxil naar buiten wilde gaan, moest hij door de politie door de menigte heen worden geloodst naar een naastgelegen café. Hij verliet hierna Parijs. Hij bleef hierna werken als corrector bij de drukkerij van Sceaux. Ondanks het feit dat Taxil zijn misleiding al in 1897 openbaar had toegegeven duiken er nog regelmatig anti-maçonnieke teksten op van schrijvers die zich op dit boek baseren en het is nog steeds een van de oorzaken van ongegronde beschuldigingen tegen de Vrijmetselarij.

## Publicaties

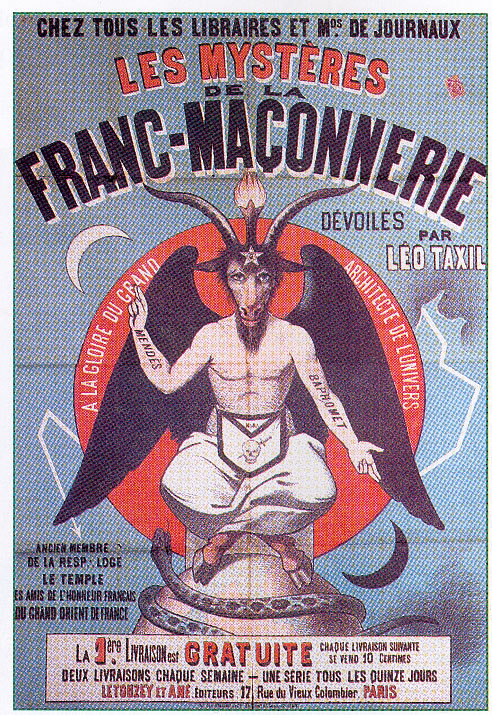
Les Mystères de la franc-maçonnerie

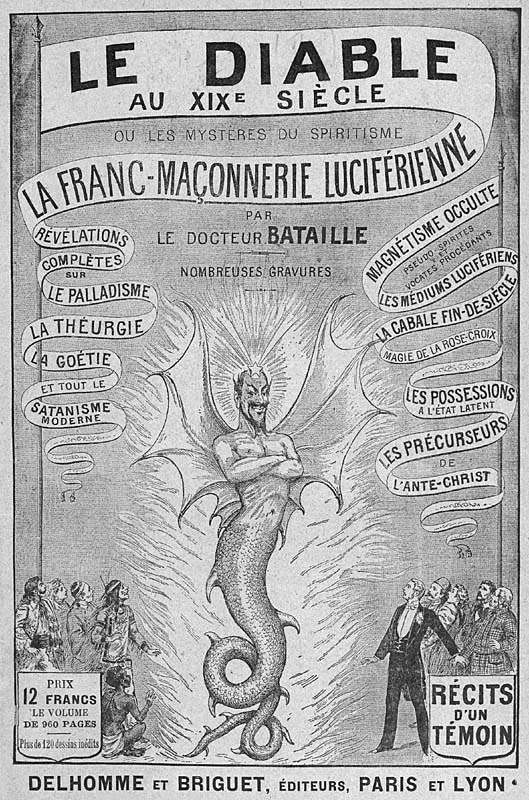
Le Diable au XIXe siècle, samen met Charles Hacks geschreven onder het pseudoniem Dr Bataille

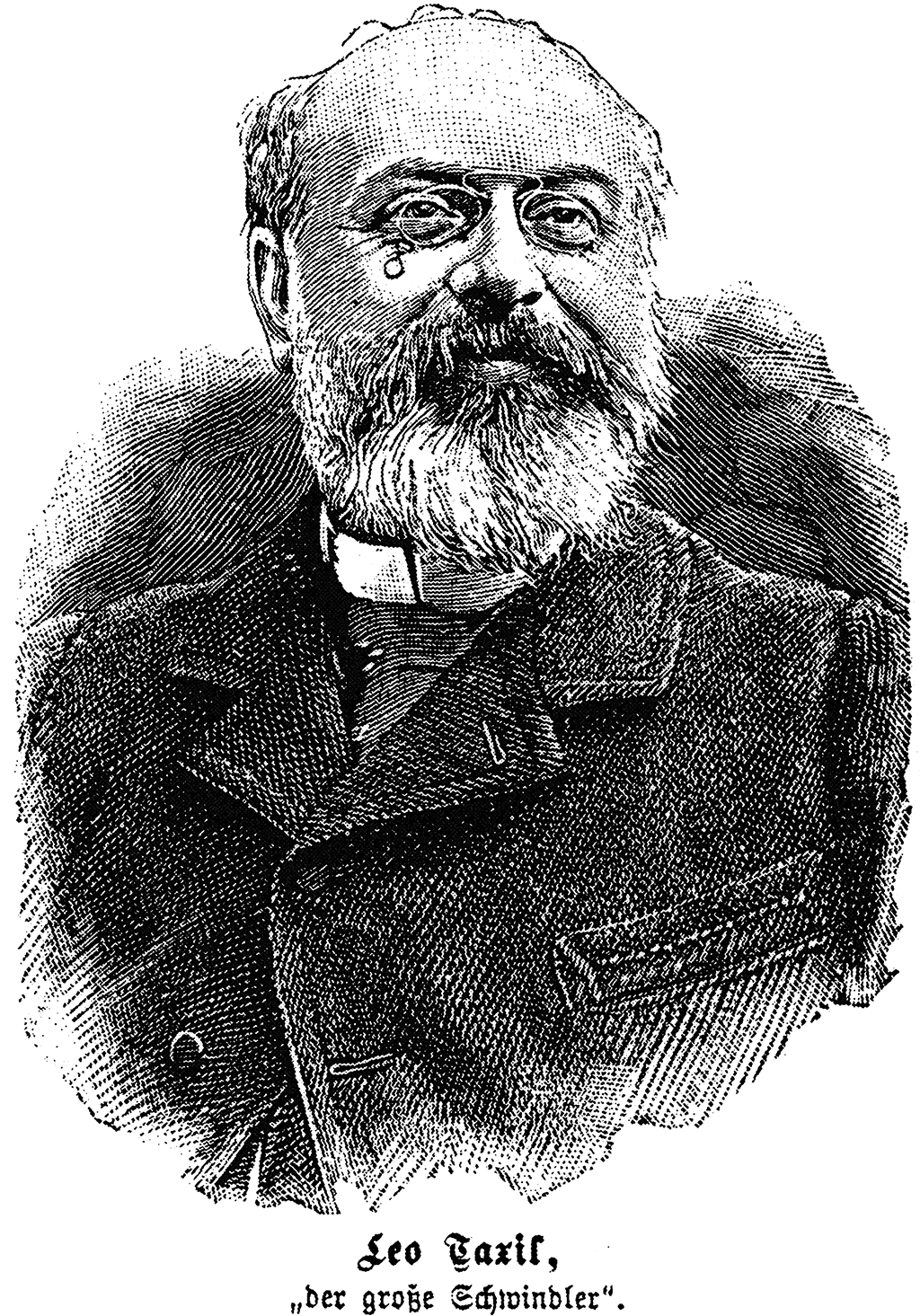
"der grosse Schwindler"

Taxil werd pas bekend door het schrijven van boeken tegen het rooms-katholicisme. In het bijzonder La Bible amusante en La vie de Jesus waarin Taxil satirisch wees op wat hij zag als inconsistenties, fouten en valse overtuigingen in deze religieuze werken. In zijn overige boeken Les Debauches d'un confesseur (in samenwerking met Karl Milo), Les Pornographes sacrés: la confession et les confesseurs en Les Maîtresses du Pape schildert Taxil de leiders van de Rooms-Katholieke Kerk af als hedonisten die zich uitleven in hun eigen fetisjisme zoals bekend van de Markies de Sade. Hij gebruikte voor deze boeken een aantal pseudoniemen: Paul de Regis, Adolphe Ricoux, Prosper Manin, Miss Diana Vaughan, Jeanne Savarin en Carlo Sebastiano Volpi. Volgens sommige analisten is Paul Rosen ook een van de talrijke schuilnamen van Taxil.

### Antiklerikale werken
- À bas la calotte ! (1879)
- Les Soutanes grotesques (1879)
- La Chasse aux corbeaux (1879)
- Le Fils du jésuite (1879)
- Les Bêtises sacrées, revue critique de la superstition, (1880).
- Les Friponneries religieuses, met Alfred Paulon, (1880).
- Plus de cafards !, Librairie anticléricale, (1880).
- Calotte et calotins (1880-1882).
- Les Borgia (1881)
- Les Pornographes sacrés : la confession et les confesseurs (1882)
- La Bible amusante (1882)
- Un Pape femelle (1882)
- L'Empoisonneur Léon XIII et les cinq millions du chanoine (1883)
- La Prostitution contemporaine (1883)
- Pie IX devant l'Histoire (1883)
- Les Amours secrètes de Pie IX par un ancien camérier secret du pape, (1881)
- Les Maîtresses du Pape, (1884)
- La Vie de Veuillot immaculé (1884)
- Bibliothèque anti-cléricale
- La Bible amusante, Édition complète de 1897-1898 donnant les citations textuelles de l'Écriture sainte et reproduisant toutes les réfutations opposées par Voltaire, Fréret, lord Bolingbroke, Toland et autres critiques, (1897)
- Les Livres secrets des confesseurs dévoilés aux pères de famille, P. Fort, (1901).

### Anti-maçonnieke werken
- Les frères trois points, Letouzey et Ané, (1886)
- Les Sœurs maçonnes, ondertitel Révélations complètes sur la franc-maçonnerie, Letouzey et Ané, (1886)
- Les Mystères de la franc-maçonnerie (1886)
- Le Vatican et les francs-maçons (1886)
- La Franc-maçonnerie dévoilée (1887)
- Confession d'un ex-libre penseur (1887)
- Histoire anecdotique de la Troisième République (1887)
- La France maçonnique, liste alphabétique des francs-maçons, 16 000 noms dévoilés (1888)
- Les Admirateurs de la lune à l'Or. de Marseille, met Tony Gall, 1889.
- La Ménagerie républicaine (1889)
- la Corruption fin de siècle, G. Carré, (1894)
- Y a-t-il des femmes dans la franc-maçonnerie ?, met Amand-Joseph Fava, H. Noirot, (1891)
- L'existence des loges de femmes affirmée par Mgr Fava évêque de Grenoble et par Léo Taxil; recherches a ce sujet et réponse a M. Aug. Vacquerie, rédacteur du Rappel, door Adolphe Ricoux (Léo Taxil zelf onder pseudoniem), Parijs : Téqui, [1891]
- Le Diable au XIXe siècle (1895), in samenwerking met Dr Charles Hacks, dokter te Fécamp, schreven zij onder het gezamenlijke pseudoniem Dr Bataille

### Romans
- Les Trois cocus, P. Fort, (1900)
- La Vie de Jésus, P. Fort, (1900)

### Essays
- Les Conversions célèbres, tweede serie, Tolra, (1891)
- M. Drumont, étude psychologique, Letouzey et Ané, (1890)
- L'Art de bien acheter, guide de la ménagère mise en garde contre les fraudes de l'alimentation, moyens pratiques de reconnaître toutes les tromperies, geschreven onder het pseudoniem Jeanne Savarin, E. Petit, (1904).
- L'Enclave Monaco, l'Auteur (1905)